# 皱叶山桂花
皱叶山桂花（学名：Bennettiodendron leprosipes var. rugosifolium）为大风子科山桂花属下的一个变种。

## 扩展阅读
- 維基物種上的相關：皱叶山桂花